# Cantons de l'Alt Marne
Els Cantons de l'Alt Marne (Gran Est) són 32 i s'agrupen en tres districtes:
- Districte de Chaumont (11 cantons - prefectura: Chaumont) :
cantó d'Andelot-Blancheville - cantó d'Arc-en-Barrois - cantó de Bourmont - cantó de Châteauvillain - cantó de Chaumont-Nord - cantó de Chaumont-Sud - cantó de Clefmont - cantó de Juzennecourt - cantó de Nogent - cantó de Saint-Blin - cantó de Vignory

- Districte de Langres (10 cantons - sotsprefectura: Langres) :
cantó d'Auberive - cantó de Bourbonne-les-Bains - cantó de Fayl-Billot - cantó de Laferté-sur-Amance - cantó de Langres - cantó de Longeau-Percey - cantó de Neuilly-l'Évêque - cantó de Prauthoy - cantó de Varennes-sur-Amance - cantó de Val-de-Meuse

- Districte de Saint-Dizier (11 cantons - sotsprefectura: Saint-Dizier) :
cantó de Chevillon - cantó de Doulaincourt-Saucourt - cantó de Doulevant-le-Château - cantó de Joinville - cantó de Montier-en-Der - cantó de Poissons - cantó de Saint-Dizier-Centre - cantó de Saint-Dizier-Nord-Est - cantó de Saint-Dizier-Oest (amb cap a: Éclaron-Braucourt-Sainte-Livière) - cantó de Saint-Dizier-Sud-Est - cantó de Wassy